# Neriene zanhuangica
Neriene zanhuangica är en spindelart som beskrevs av Zhu och Tu 1986. Neriene zanhuangica ingår i släktet Neriene och familjen täckvävarspindlar. Inga underarter finns listade i Catalogue of Life.